# Camogie

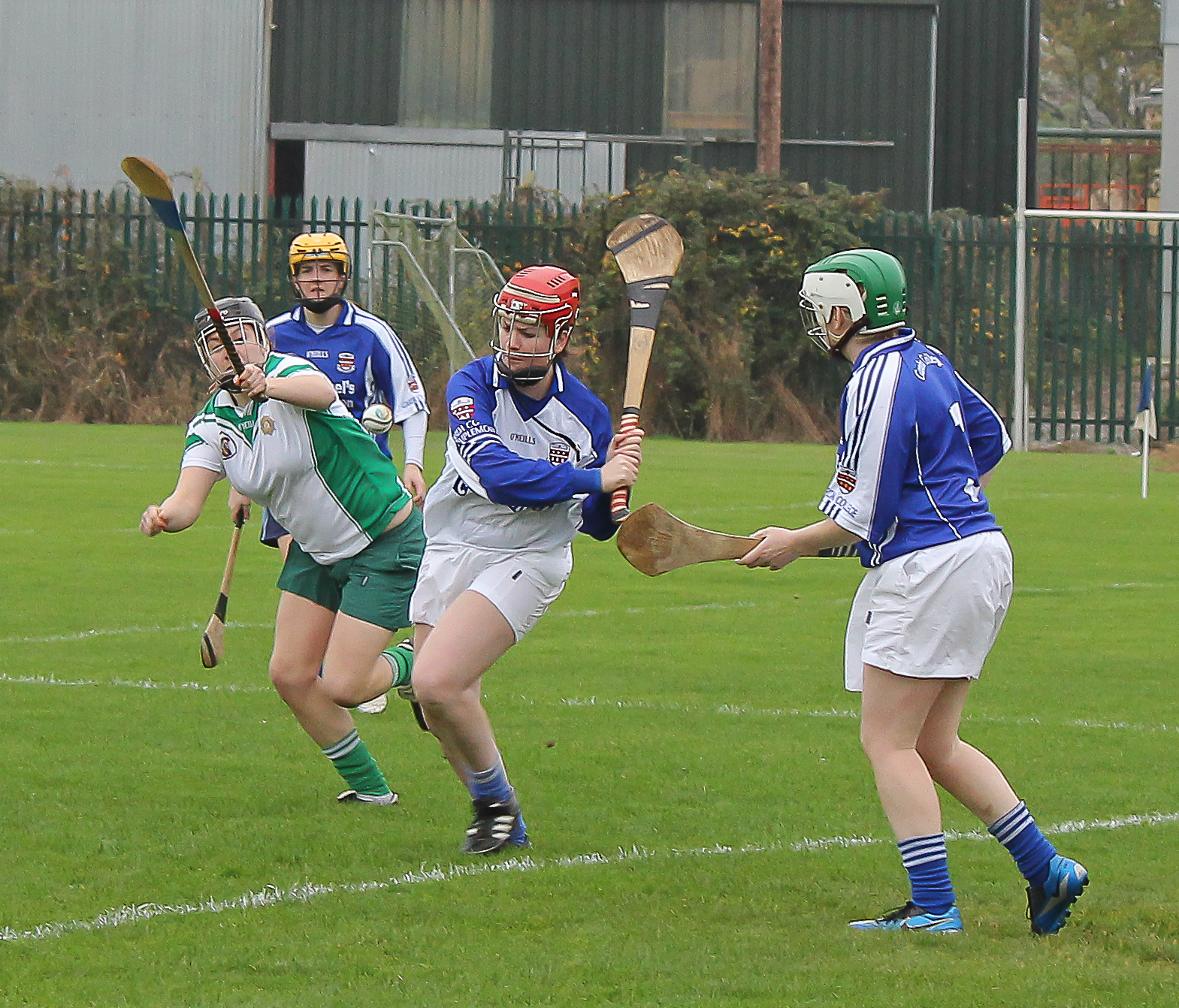
Camogie

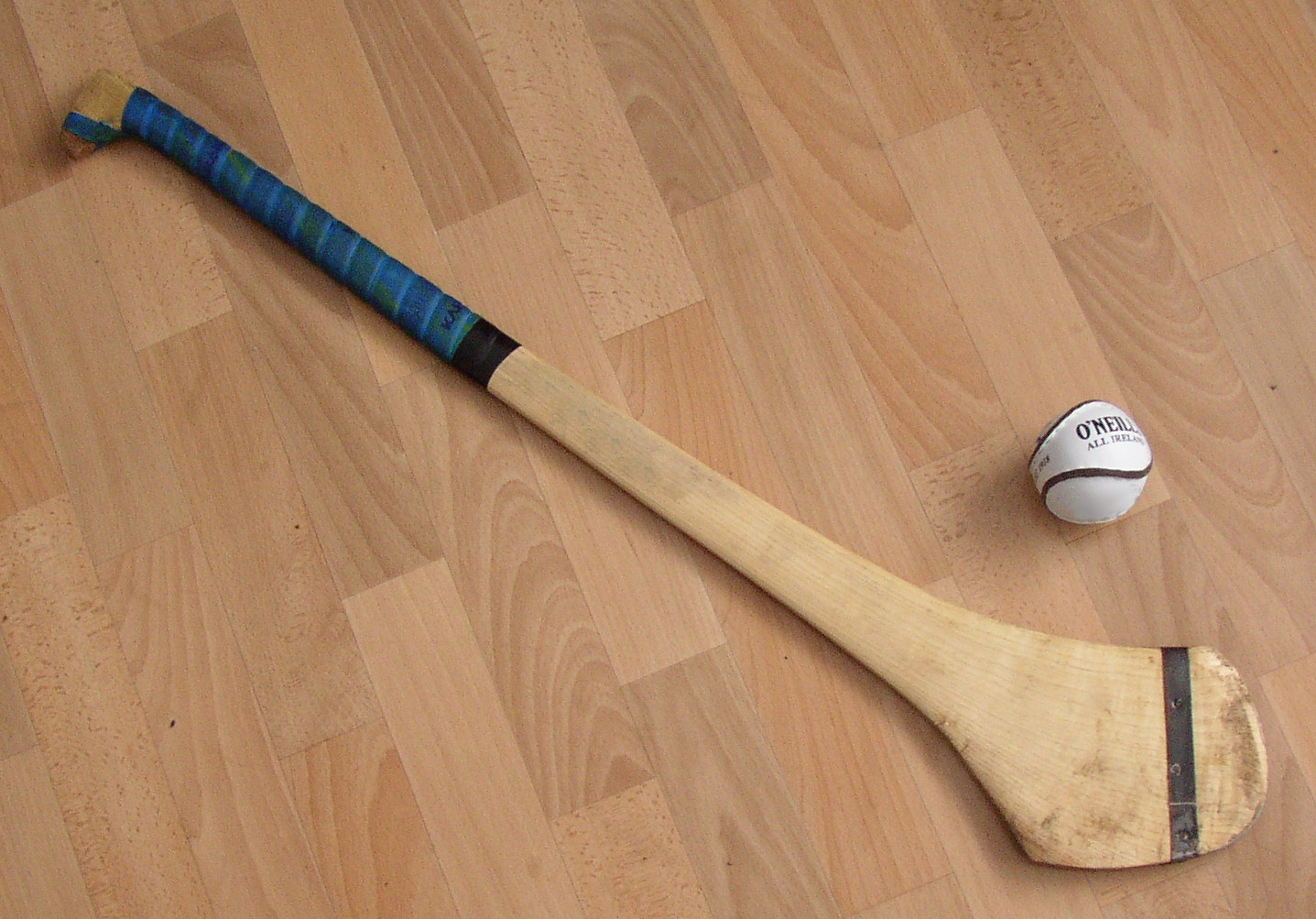
Hurley (stick) en sliotar (bal)

Camogie is een teamsport van Keltische origine, en wordt gespeeld met sticks (hurleys) en een bal (sliotar) op een veld met doelen waar rugby-achtige palen aan vastzitten. Camogie wordt beschreven als de snelste teamsport ter wereld. Camogie is de naam van de sport als deze door vrouwen wordt gespeeld, de versie van de sport gespeeld door mannen heet hurling.
Camogie wordt voornamelijk in Ierland gespeeld. De twee succesvolste graafschappen zijn County Tipperary en County Kilkenny. De sport wordt ook buiten Ierland steeds populairder, waaronder in Nederland en België. Zo speelde in 2019 voor het eerst een Europees team bestaande uit camogiespelers van niet-Ierse origine (uit Nederland, België, Duitsland, Engeland, Frankrijk en Zwitserland) als 'Team Europe' op de Gaelic World Games.